# Harper Evans
Harper Evans Finkle is een personage uit Wizards of Waverly Place. Harper is de beste vriendin van Alex en tot over haar oren verliefd op haar broer Justin, maar durft hem niet aan te spreken. In latere seizoenen krijgt ze een vriendje.

## Absente afleveringen
| Aflevering Nr. | Aflevering Titel                     | Opmerkingen       |
| -------------- | ------------------------------------ | ----------------- |
| 5              | Disenchanted Evening                 | Dadnapped         |
| 6              | You Can't Always Get What You Carpet | Filming Dadnapped |
| 8              | Curb Your Dragon                     | Filming Dadnapped |
| 9              | Movies                               | Filming Dadnapped |
| 10             | Pop Me and We Both Go Down           | Filming Dadnapped |
| 11             | Potion Commotion                     | Filming Dadnapped |
| 13             | Wizard School Part 1                 | Filming Dadnapped |
| 14             | Wizard School Part 2                 | Filming Dadnapped |
| 16             | Alex in the Middle                   | Filming Dadnapped |